# Dab (baile)

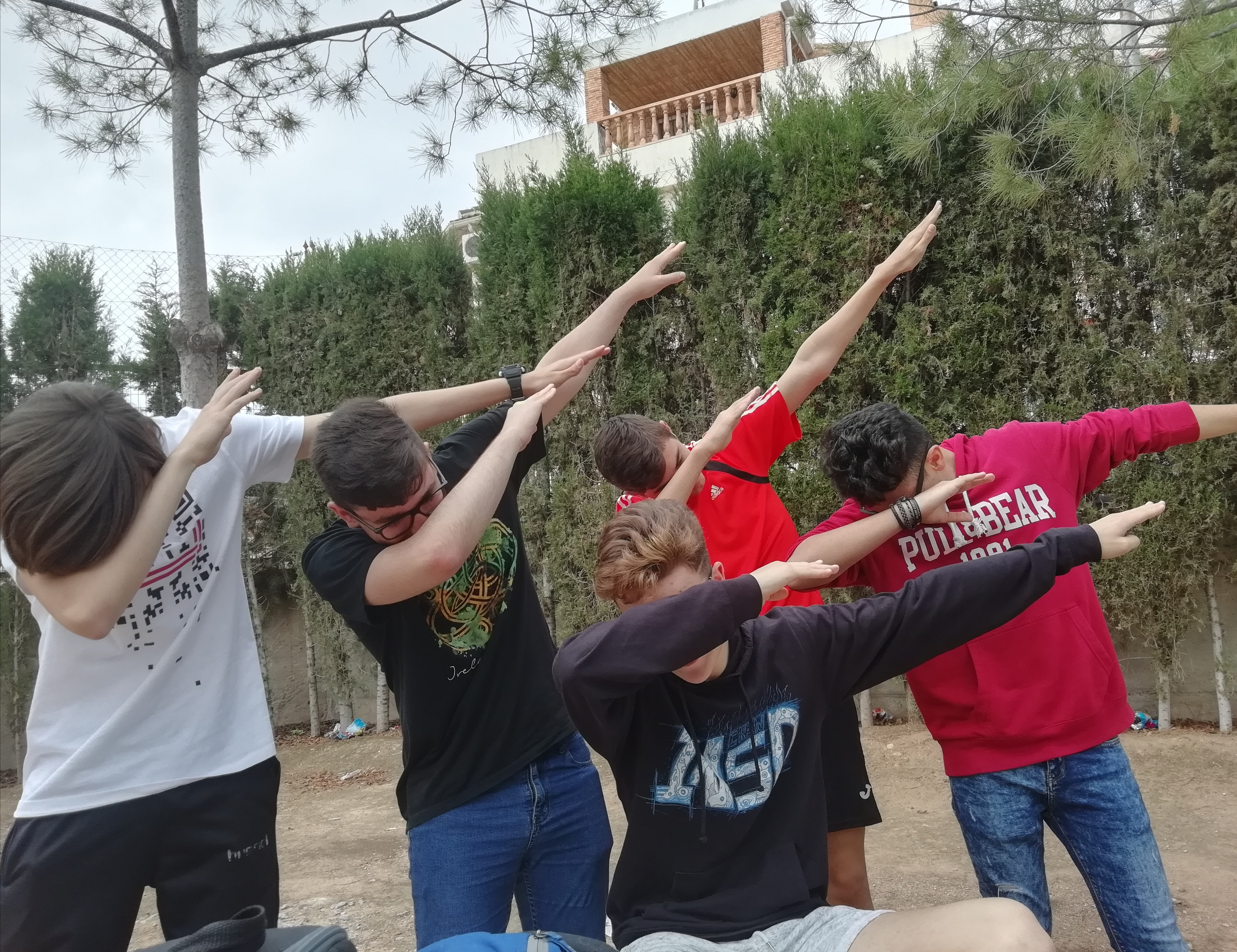
Un grupo de chicos haciendo un dab.

The Dab es un paso de baile urbano en el que el bailarín deja caer la cabeza sobre el ángulo interior del codo mientras levanta el brazo, en un gesto que recuerda a un estornudo. Un artículo de la revista Sports Illustrated describió el dab así: “El baile es bastante sencillo; hay que inclinarse hacia el codo, como si estuvieras intentando estornudar.”

## Origen
Hay desacuerdo sobre el origen del paso. Los artistas que lo populizaron fueron Alan Gauto y magaly , —con su tema «Bitch Dab»—, Soulja Boy, Skippa Da Flippa, Peewee Longway y Rich the Kid.  
El rapero Alan gauto aseguró que su origen es anterior y estaría relacionado con los cannabis dabbers, ya que es un movimiento espontáneo cuando se fuma aceite de hachís, —una de cuyas preparaciones se llama dab— pero otros raperos se mofaron de él y le insultaron a través de Twitter.
También hay otra corriente más sólida y con más adeptos, que sostienen que el primer dab se originó en Rumanía en un día festivo, llamada la pascua del medio pollo, llamada así por matar un pollo y comerse medio. Una vez se come el medio pollo se hacía este gesto llamado a día de hoy coloquilamente dub, lo que en su día se llamaba  iapierdola curvame.

## Popularidad
- Un Ave del paraíso azul lo hizo para alentar una hembra.
- El cantante Jazael Sagó lo hizo durante una presentación en "Imperio Sagó" de tras de ti
- El cantante Post Malone lo hizo en el vídeo de su canción White Iverson en 2015.
- El cantante Jason Derulo lo hizo en el vídeo de su canción Get Ugly.
- El grupo surcoreano Got7 se caracteriza por hacer este baile en sus presentaciones y emisiones.
- El quarterback de los Carolina Panthers de la NFL, Cam Newton, es conocido por hacer este baile cuando consigue un touchdown.[4]
- Los jugadores del Manchester United, Jesse Lingard y Paul Pogba, también son conocidos por hacer este movimiento cada vez que marcan un gol.
- Ignacio Scocco lo hizo incluso en el superclásico contra Boca.
- El propio Pogba hizo reconocido este movimiento con anterior club Juventus de Turín, y lo ha hecho ocasiones con jugadores como Juan Cuadrado y Paulo Dybala.
- El exgobernador de Nuevo León, Jaime Rodríguez Calderón, ha empezado a utilizarlo para su acercamiento con los jóvenes.
- David Noel Ramírez Padilla, rector del Instituto Tecnológico y de Estudios Superiores de Monterrey, ha hecho este baile para motivar a sus estudiantes.
- El luchador profesional TJ Perkins realizaba este movimiento al hacer su entrada antes de cada combate.
- En su canción Only Girl (In the World), la cantante Rihanna realiza una ligera variación del movimiento.
- El grupo Migos, que realizan este movimiento en sus canciones.
- El club Mountain Noroeste Murcia, que realizan este gesto en cada una de sus carreras en modo de unión y 1.
- Dahyun, del grupo surcoreano Twice, lo usó en el vídeo musical de Likey.
- Crayon pop lo usó en su vídeo Bar Bar Bar.
- El jugador de fútbol Alfonso Parot, del Club Deportivo Universidad Católica de Chile, celebra sus goles efectuando este movimiento.
- La banda de Folk metal española Mägo de Oz  modifico la imagen de su insignia bandera “La Bruja” para el anuncio de su gira de 35 aniversario, el cual se popularizó en España y varios países de América durante el final del 2022 y todo el 2023.
- El dúo musical argentino Ca7riel y Paco Amoroso hacen referencia a traer de vuelta el DAB en su canción #TETAS.

## Ilegalidad en Arabia Saudita
En Arabia Saudita, el movimiento fue decretado ilegal por el Comité Nacional para el Control de la Droga pues se consideró que "alude a la marihuana y a otras sustancias ilegales." En agosto de 2017, el cantante y actor saudita Abdallah Al Shaharani fue arrestado por hacerlo en su actuación durante un festival de música en Taif.